# Marko Tvrdeić
Marko Tvrdeić (Pupnat, 1733. – Rimini, 24. kolovoza 1785.), hrvatski rimokatolički prezbiter, franjevac i časni sluga Božji. 

## Životopis
Marko Tvrdeić je rođen u Pupnatu 1733. godine. Odgojen je i školovan na Badiji, u Hvaru i u Riminiju (Italija). Pripadao je Franjevačkoj provinciji sv. Jeronima u Dalmaciji i Istri. Nakon ređenja živio je pet godina na Badiji te je ostao kao propovjednik na Korčuli. 
Zbog, kako je navedeno, zdravstvenih razloga, ali vjerojatnije da izbjegne preveliku naklonost, otišao je u Italiju, u samostan i Svetište Majke Božje od Milosti kraj Riminija, gdje je živio do smrti. Njegovi posmrtni ostatci preneseni su u župnu crkvu Pupnat,  3. studenog 1887. godine.
Iako je umro kao kandidat za blaženoga, mještani ga oslovljavaju blaženim. Franjevac Teofil Velnić u monografiji o njemu navodi dvadeset i osam čudesnih ozdravljenja na njegov zagovor. Službena Crkva još nije iznijela svoj stav o tome.

## Vanjska poveznica
- Franjevačka provincija Sv. Jeronima u Dalmaciji i Istri